# 亚太光通信委员会
亚太光通信委员会（Asia-Pacific Optical Communications Committee ）是中国（包括港、澳地区）、日本、韩国、台灣等地通信科技工作者和通信企、事业单位自愿组成、依法登记的非营利性学术团体，学会宗旨為推动人类光通信领域学术发展，让光通信为人类带来更美好的生活；积极开展国际学术、技术、企业间的交流与合作。